# Rachel Cavalho
Rachel Cavalho (* 1907 in Queensland, Australien) war eine kanadische Pianistin und Musikpädagogin.

## Leben
Cavalho studierte Klavier bei Arthur Alexander, Louis Kentner, John Nowell und Priaulx Rainier in England und trat dort und in Kanada in Konzerten und im Rundfunk auf. 1948 ging sie nach Kanada und unterrichtete dort am Hambourg Conservatory in Toronto.
Bei der CBC präsentierte sie die wöchentlichen Musiksendungen Music for Young Musicians (1955–56) und Music for Young Pianists (1956–57). 1968 veröffentlichte sie das Lehrwerk Scale Patterns for Young Pianists und die Publikation Canadian piano music for teaching. 1969 spielte sie für Waterloo BMI Recordings die Contemporary Canadian Music for Young Pianists ein.
Mit den Musikpädagogen Patricia Elliott, Ralph Elsaesser und Terry Levis und unter Leitung des Musikproduzenten Keith MacMillan gründete sie 1970 das Contemporary Showcase, ein Festival, das sich der Aufführung zeitgenössischer (vorwiegend kanadischer) Musik zu Unterrichtszwecken widmet und für das inzwischen mehr als fünfzig kanadische Komponisten Werke geschrieben haben.